# Alois Musil
Alois Musil (30 juin 1868 – 12 avril 1944) est un explorateur, orientaliste et écrivain tchèque.

## Biographie
Né à Rychtářov près de Vyškov dans une famille de paysans pauvres, Il est cousin issu de germain de Robert Musil.
Après avoir fait une pause dans ses études pour devenir prêtre, il les termine en 1895. Il développe une sérieuse maladie des poumons. Il étudie la Bible dans un nouvel institut de théologie à Jérusalem mais y renonce après 14 mois. Il voyage à Beyrouth et ailleurs dans le Moyen-Orient jusqu'en 1917, amassant une énorme collection de matériel scientifique. Parmi ses découvertes on compte le château du désert Qusair Amra, datant du VIIIe siècle et contenant des peintures islamiques.
Entre chaque voyage Musil, travaille sur ses publications et ses conférences. En 1902, il devient professeur à la faculté de théologie de l'université Palacký à Olomouc, et, en 1909, il enseigne cette discipline à l'université de Vienne. En plus de quelques langues modernes et classiques, il maîtrise 35 dialectes de l'arabe.
Pendant la Première Guerre mondiale, on l'envoie au Moyen-Orient afin d'entraver les tentatives britanniques de fomenter une rébellion en Turquie, ce qui l'oppose à T.E. Lawrence (« Lawrence d'Arabie »).
Après la guerre, il devient professeur à l'université Charles de Prague (1920), malgré des voix s'élevant contre ses liens avec la monarchie récemment abolie. En 1927, il y établit l'Institut oriental d'étude de la science (Orientální ústav Akademie Věd).
Il collabore avec l'industriel américain Charles R. Crane, qui l'aide à publier ses œuvres en anglais. Musil publie aussi des récits de voyage, et 21 romans pour les jeunes.
Il travaille pour l'université Charles jusqu'en 1938, mais reste actif jusqu'à la fin de sa vie. Il meurt d'un dysfonctionnement des reins et des poumons le 12 avril 1944 à Otryby près de Český Šternberk.

## Galerie

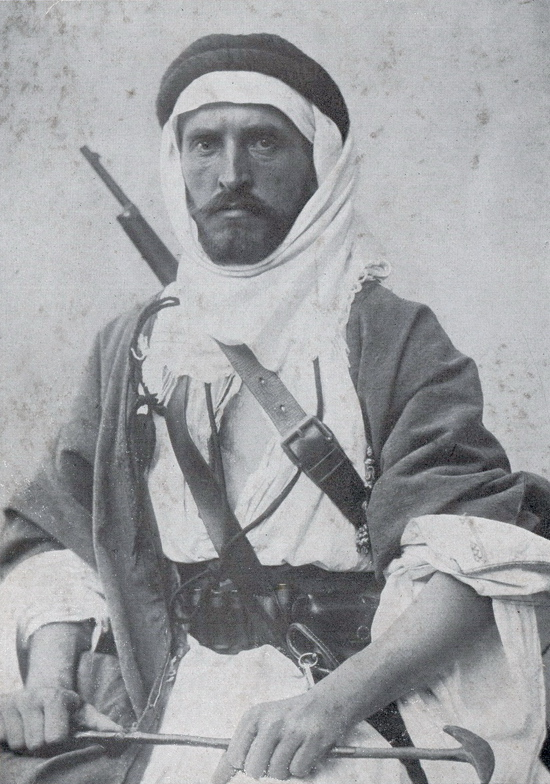
Alois Musil représenté comme chef de la tribu des Beni-Sacher (1901).
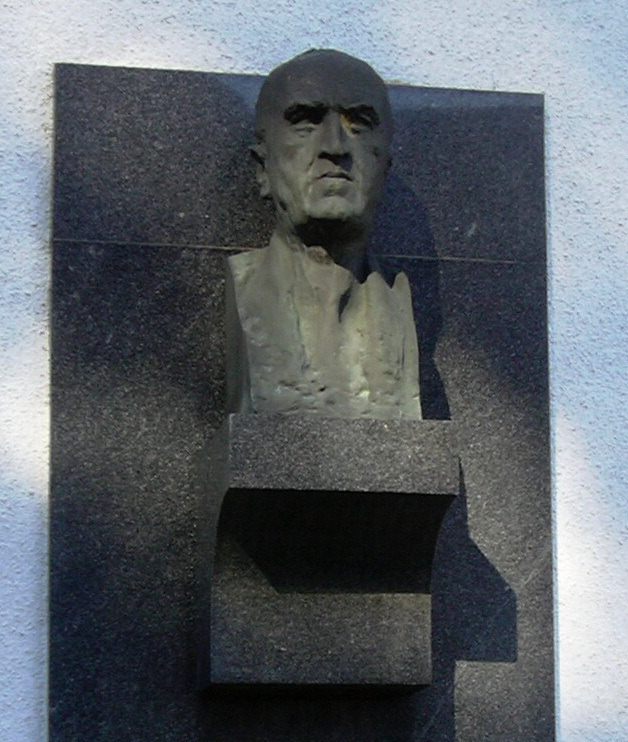
Buste d'Alois Musil dans sa maison natale de Rychtářov.
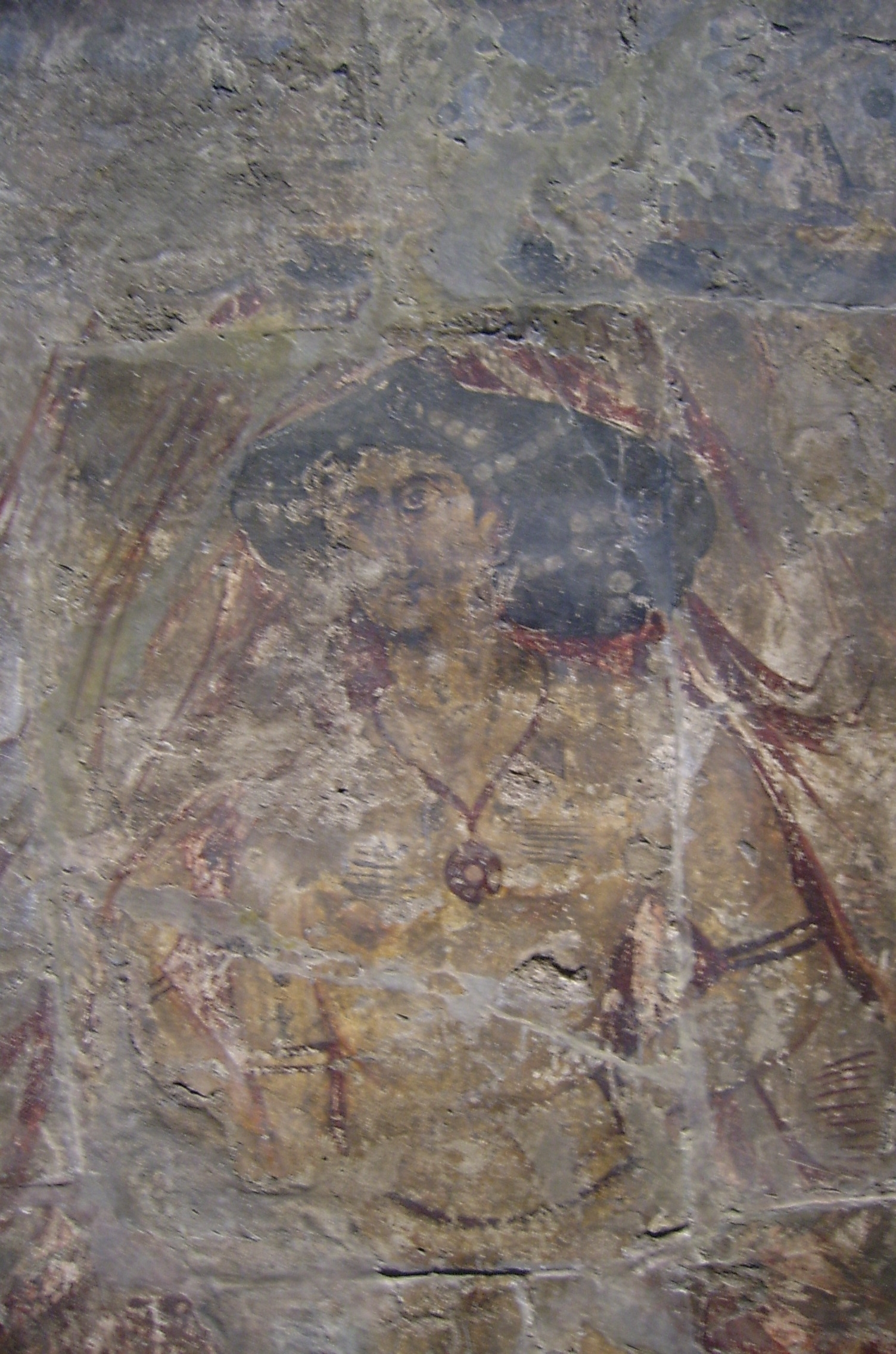
Fresque du Palais de Qusair Amra.